# In God We Trust
"In God We Trust" (også gengivet som "In God we trust", dansk: "På Gud tror vi" eller "Vi sætter vor lid til Gud") er De Forenede Staters officielle motto og den amerikanske stat  amerikanske delstat Floridas. nationalmotto. Det blev vedtaget ved en lov vedtaget af Kongressen i 1956, der erstattede E pluribus unum, det hidtidige motto.
Den spanske ækvivalent af "In God We Trust", En Dios Confiamos, er et uofficielt motto for Republikken Nicaragua. Udtrykket kan ses på de fleste nicaraguanske mønter.